# Густина потоку частинок
Густина́ пото́ку части́нок — кількість частинок, що проходять через одиничну поверхню в одиницю часу.
Густина потоку частинок — вектор, який позначають зазвичай {\displaystyle \mathbf {j} }. Його абсолютна величина вимірюється в см-2с-1.
Якщо густина частинок дорівнює n, і вони рухаються зі швидкістю {\displaystyle \mathbf {v} }, то через одиничну поверхню {\displaystyle d\mathbf {S} } за одиницю часу пройде
{\displaystyle n\mathbf {v} \cdot d\mathbf {S} =\mathbf {j} \cdot d\mathbf {S} }
частинок. Таким чином густина потоку частинок визначається формулою
{\displaystyle \mathbf {j} =n\mathbf {v} }
У випадку, коли частинки рухаються з різною швидкістю, потрібно провести усереднення
{\displaystyle \mathbf {j} =\int nf(\mathbf {v} )\mathbf {v} d^{3}\mathbf {v} },
де {\displaystyle f(\mathbf {v} )} — функція розподілу частинок за швидкостями.
У квантовій механіці густина потоку частинок задається формулою
{\displaystyle \mathbf {j} ={\frac {i\hbar }{2m}}(\psi ^{*}\nabla \psi -\psi \nabla \psi ^{*})},
де {\displaystyle \psi } — хвильова функція частинки, m — її маса, i — уявна одиниця, {\displaystyle \hbar } — зведена стала Планка.